# طرخشقون أبيض
طرخشقون أبيض (الاسم العلمي:Taraxacum albidum) هو نوع من النباتات يتبع جنس الطرخشقون من الفصيلة النجمية.